# 布羅迪納鄉
47°53′N 25°25′E / 47.883°N 25.417°E
布羅迪納鄉（羅馬尼亞語：Comuna Brodina, Suceava），是羅馬尼亞的鄉份，位於該國東北部，由蘇恰瓦縣負責管轄，面積192平方公里，海拔高度606米，2007年人口3,654，人口密度每平方公里19人。